# Славянская набережная (Санкт-Петербург)
Славя́нская набережная — проезд в МО Шувалово-Озерки, в Выборгском районе Санкт-Петербурга; набережная восточного берега Среднего Суздальского озера. Проходит по территории исторического района Шувалово от улицы Корякова до Никольской улицы. Славянская набережная ведёт историю с конца XIX века.

## История
Славянская набережная известна с конца XIX века. Этимология названия связана с преданием, в котором утверждалось, что в этом месте в период одиннадцатой русско-турецкой войны (1877—1878 годы) проходили благотворительные концерты и базары, посвященные воинам русской Моравской армии, освобождавшим Балканский полуостров.

## Пересечения
Славянская набережная проходит вдоль восточного берега Среднего Суздальского озера и ограничивается Никольской и Первомайской улицами (в северной части) и улицей Корякова (на юге). На всём протяжении не пересекает другие улицы.

## Транспорт
По Славянской набережной не осуществляется движение общественного городского транспорта. Ближайшая станция метро — «Озерки» 2-й (Московско-Петроградской) линии Петербургского метрополитена. Ближайшие остановки наземного городского общественного транспорта расположены на Выборгском шоссе: «Проспект Луначарского» (автобусная) и «Проспект Луначарского» (трамвайная). В данных пунктах остановку осуществляет общественные автобусы, следующие по маршрутам № 109 и 109А; на трамвайной остановке «Проспект Луначарского» производит остановку трамвай № 58. Западнее Славянской набережной (на западном берегу Среднего Суздальского озера) расположена железнодорожная станция «Шувалово» Октябрьской железной дороги.

## Достопримечательности и примечательные объекты
- Гидрографические объекты Шувалова: Среднее Суздальское озеро, Нижнее Большое Суздальское озеро;
- Брусничная гора — военно-исторический объект Шувалова: расположение станции радиоэлектронной борьбы в период 1941—1942 гг.
- Военные объекты и объекты обороны. В том числе в парковой зоне севернее Славянской набережной находится ЖБОТ Z-4 — сборная пулеметная железобетонная огневая точка 4-секционного типа. Сооружение относилось к внешнему обводу обороны Ленинграда во время блокады в Великую Отечественную войну[4][5].

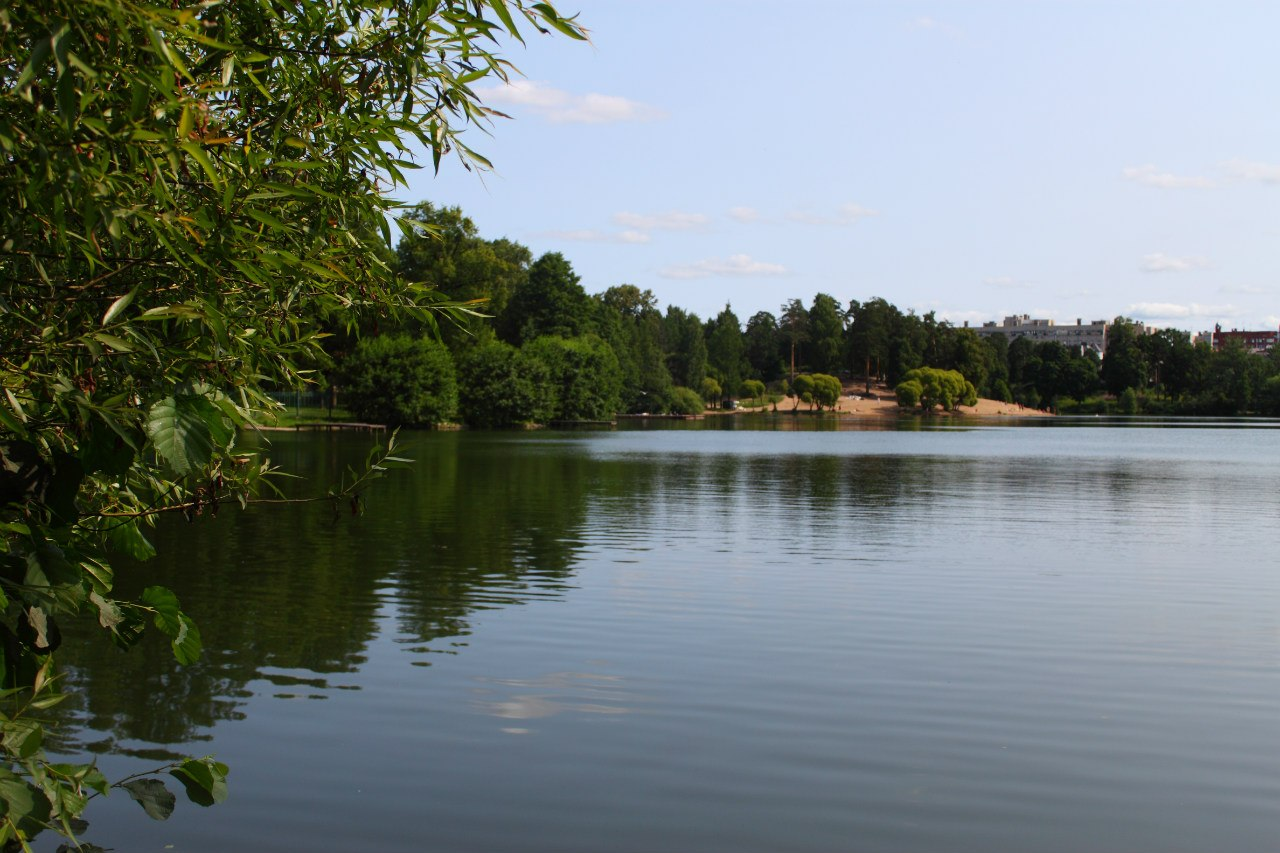
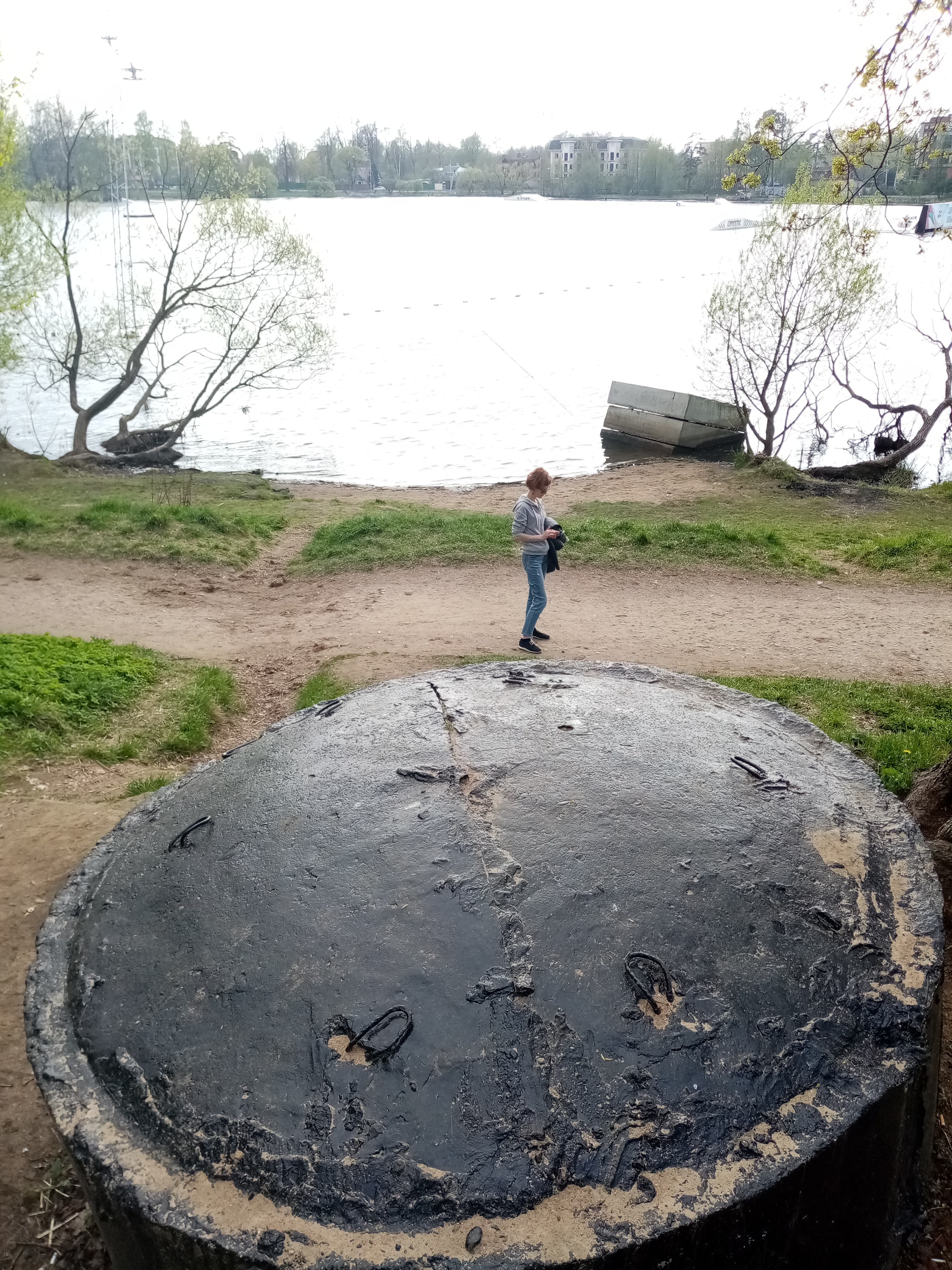
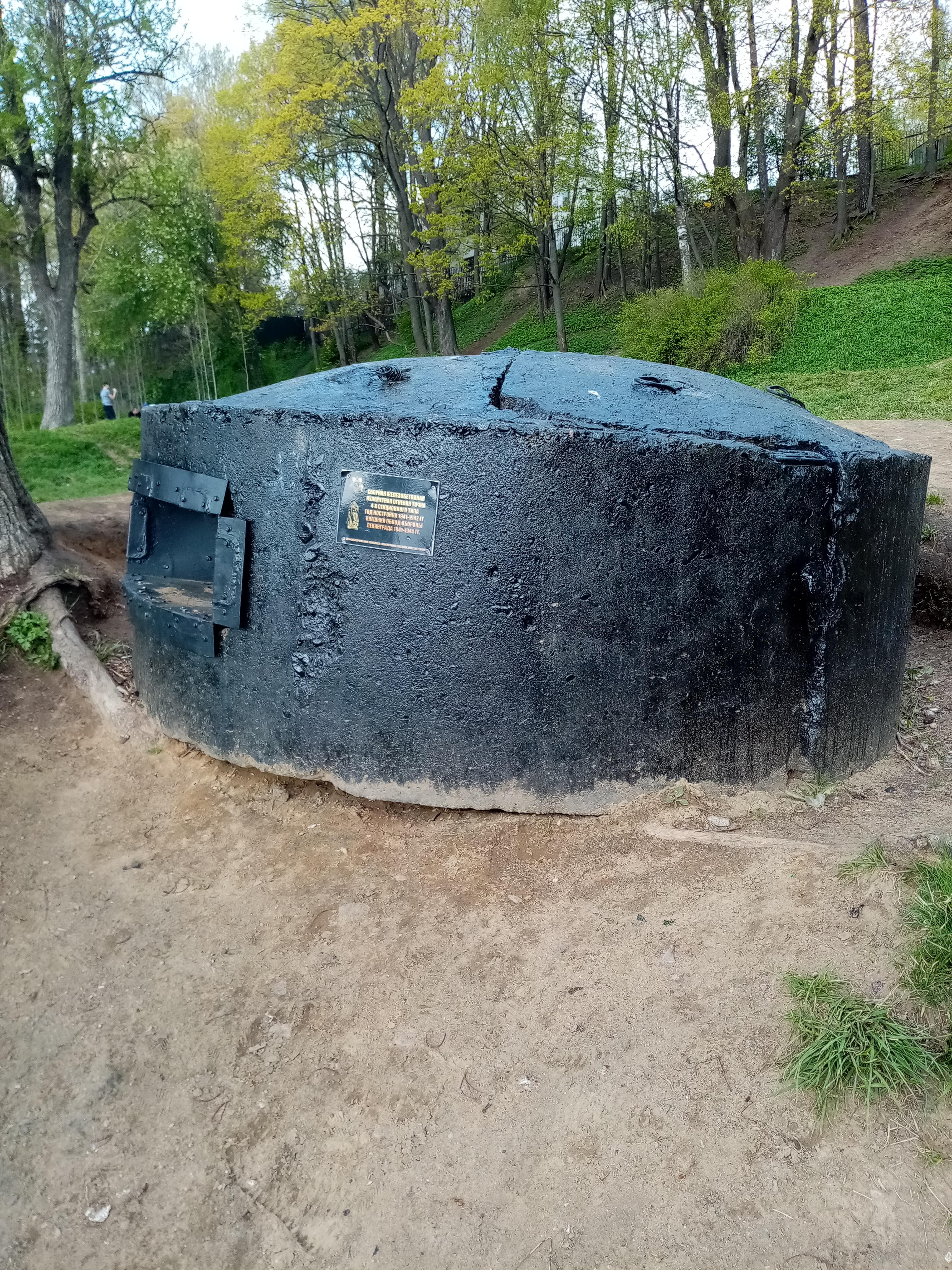